# Pterolophia bedoci
Pterolophia bedoci là một loài bọ cánh cứng trong họ Cerambycidae.